# Emilio Gómez
Emilio Gómez (ur. 28 listopada 1991 w Guayaquil) – ekwadorski tenisista, reprezentant kraju w Pucharze Davisa.

## Kariera tenisowa
W karierze wygrał trzy singlowe oraz dwa deblowe turnieje rangi ATP Challenger Tour.
W 2015 roku, startując w parze z Gonzalo Escobarem zdobył brązowy medal igrzysk panamerykańskich w grze podwójnej.
W 2018 roku podczas Igrzysk Ameryki Południowej, startując w parze z Diego Hidalgo zdobył złoty medal w grze podwójnej. W finale ekwadorska para pokonała duet Jorge Panta-Juan Pablo Varillas.
W 2020 podczas French Open zadebiutował w turnieju głównym imprezy wielkoszlemowej. Po wygraniu trzech meczów w kwalifikacjach odpadł w pierwszej rundzie z Lorenzo Sonego.
Najwyżej sklasyfikowany w rankingu gry pojedynczej był na 90. miejscu (27 lutego 2023), a w klasyfikacji gry podwójnej na 254. pozycji (14 września 2015).

### Zwycięstwa w turniejach ATP Challenger Tour

#### Gra pojedyncza
| Końcowy wynik | Nr | Data             | Turniej     | Nawierzchnia | Przeciwnik                | Wynik finału        |
| ------------- | -- | ---------------- | ----------- | ------------ | ------------------------- | ------------------- |
| Zwycięzca     | 1. | 28 kwietnia 2019 | Tallahassee | Ceglana      | Tommy Paul                | 6:2, 6:2            |
| Zwycięzca     | 2. | 3 maja 2021      | Salinas     | Twarda       | Nicolás Jarry             | 4:6, 7:6(6), 6:4    |
| Zwycięzca     | 3. | 9 kwietnia 2022  | Salinas     | Twarda       | Nicolas Moreno de Alboran | 6:7(2), 7:6(4), 7:5 |

#### Gra podwójna
| Końcowy wynik | Nr | Data              | Turniej   | Nawierzchnia | Partner               | Przeciwnicy                         | Wynik finału      |
| ------------- | -- | ----------------- | --------- | ------------ | --------------------- | ----------------------------------- | ----------------- |
| Zwycięzca     | 1. | 15 listopada 2009 | Guayaquil | Ceglana      | Júlio César Campozano | Andreas Haider-Maurer Lars Pörschke | 6:7(2), 6:3, 10–8 |
| Zwycięzca     | 2. | 28 lipca 2013     | Medellín  | Ceglana      | Roman Borvanov        | Nicolás Barrientos Eduardo Struvay  | 6:3, 7:6(4)       |